# Smultronmålla
Smultronmålla (Blitum capitatum) är en amarantväxtart som beskrevs av Carl von Linné. Smultronmålla ingår i släktet fruktmållor och familjen amarantväxter. Den är en lågväxt ettårig ört som till utseendet är mycket lik bärmålla, men den kan skiljas från denna genom att den oftast inte har några blad på de blombärande stjälkarna, medan bärmållan har mer blad på blomstjälkarna. Smultronmållan blommar i juli-augusti, blommorna som sitter gyttrade i stjälktoppen är oansenliga, men efter blomningen sväller hyllebladen upp och blir saftiga och röda, så att fruktsamlingarna ser ut som bär. Bären har en fadd smak. De går att äta, men ses vanligen inte som särskilt smakliga. Även smultronmållans blad är ätliga och kan liksom bärmållans blad användas ungefär som spenat. Båda sorterna brukar säljas under namnet smultronspenat. Dock får smultronmålla idag räknas som en ovanlig bladgrönsak och den odlas idag mer för sitt utseendes skull än för att ätas.

## Bildgalleri

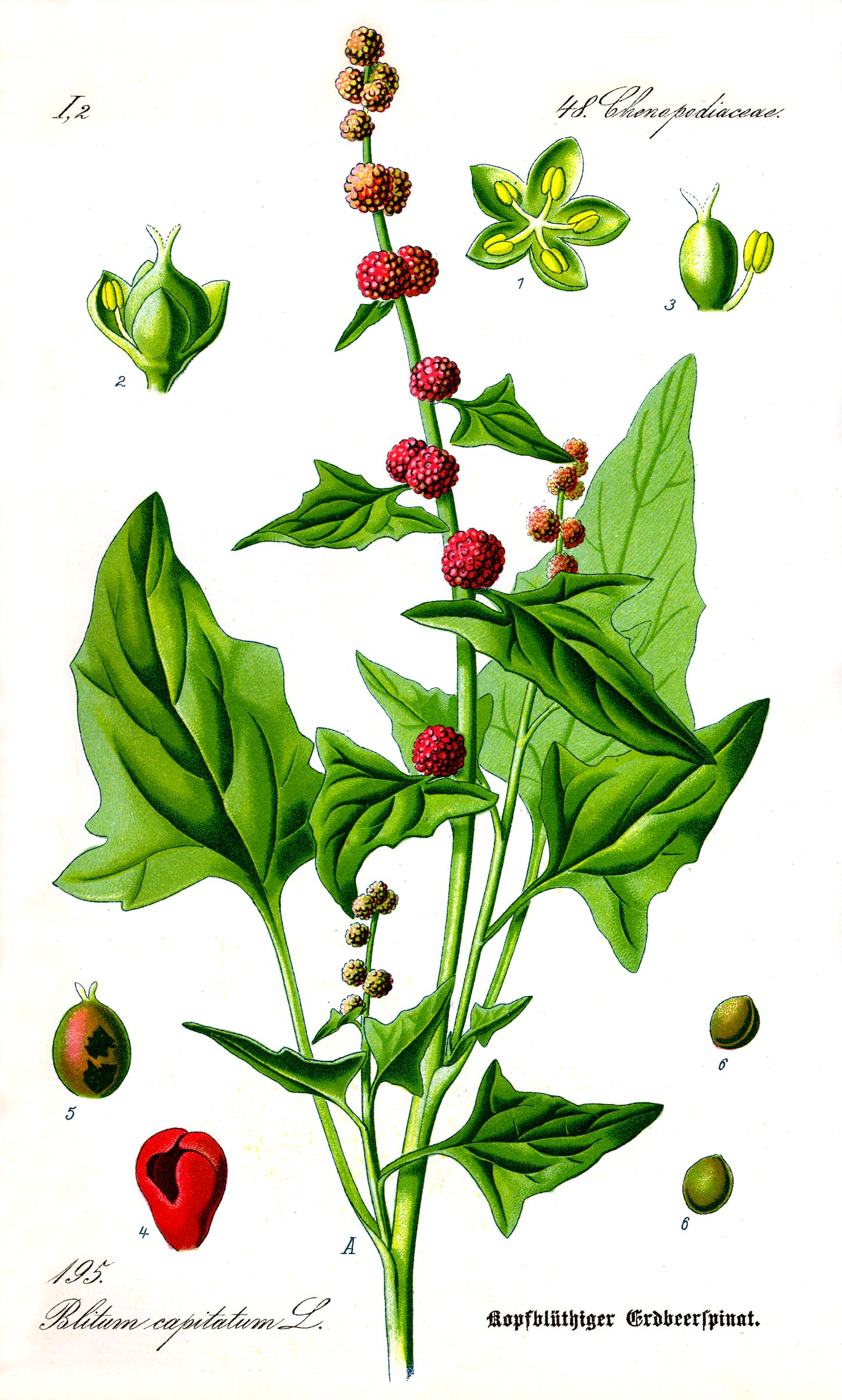